# Flokumafen
A flokumafen második generációs 4-hidroxikumarin-származék, melyet véralvadásgátló és K-vitamin antagonista hatása miatt rágcsálóirtó hatóanyagként használnak.

## Fizikai-kémiai tulajdonságai
A flokumafen szobahőmérsékleten fehér, finomkristályos, szilárd anyag. Molekulájának egy királis centruma és ennek megfelelően két sztereoizomerje van, amelyek egyformán mérgezőek. A technikai flokumafen általában 50-80% cisz- és 20%-50% transz-izomert tartalmaz. Nem illékony, vízben alig (0,114 mg/l pH 7-nél), szerves oldószerekben jobban (14-31 g/l) oldódik, oktanol-víz megoszlási hányadosa logKow=6,12. Olvadáspontja 166-168 °C, kb. 250 °C-on elkezd bomlani.

## Alkalmazása
A flokumafent biocidként, rágcsálóirtóként használják. A megengedett legmagasabb koncentrációja a termékekben 0,005% (lakossági felhasználású patkány- és egérirtókban 0,003%). Általában már egy adagban is hatékony; hatása a véralvadás mechanizmusának megzavarásában áll, külső és belső vérzéseket okoz, amelyek végül halálhoz vezetnek. Ellene való rezisztenciát még nem tapasztaltak.
A flokumafen az Európai Unióban átesett a biocidok felülvizsgálati programján és felvették az engedélyezett hatóanyagok listájára.

## Toxicitása
Akárcsak a többi véralvadásgátló patkányméreg, szerkezete hasonlít a K-vitaminéra és képes blokkolni a véralvadási faktorok aktivációját. Patkányokban az orálisan beadott flokumafen mintegy 70%-a felszívódik, bőrön keresztül is bejut a szervezetbe, de jóval kisebb mértékben (>4%). Időben beadott K-vitaminnal a toxikus hatás visszafordítható.
Az LD50 érték patkányok esetében 0,13-0,5 mg/testsúlykg.
A flokumafen potenciális PBT anyag, a természetben nehezen bomlik le, zsíroldékonysága miatt hajlamos felhalmozódni a testszövetekben és erősen mérgező. Fennáll a veszélye annak, hogy a méregtől elhullott rágcsálókat a háziállatok (kutya, macska vagy akár sertés) vagy védett madarak (vércsék, ölyvek, baglyok) megeszik és maguk is megmérgeződnek. Emiatt több európai országban csak szakképzett rágcsálóirtók használhatnak véralvadásgátló-tartalmú szereket.

## Veszélyességi besorolása
Az 1272/2008/EK európai rendelet alapján a következő figyelmeztető mondatokkal és piktogramokkal rendelkezik:
- H 300 - Lenyelve halálos
- H 310 - Bőrrel érintkezve halálos
- H 330 - Belélegezve halálos
- H 372 - Ismétlődő vagy hosszabb expozíció esetén károsítja a véralvadást
- H 410 - Nagyon mérgező a vízi élővilágra, hosszan tartó károsodást okoz
- H 360D - Károsíthatja a születendő gyermeket